# Marwanidzi
Marwanidzi (983–1085) (kur. Dewlata Merwanî) – byli kurdyjskimi sunnitami dynastią w prowincji DiyarBakir w Górnej Mezopotamii (obecnie północny Irak / południowo-wschodnia Turcja) i Armenii, z siedzibą w mieście Amida (Diyarbakır). Inne miasta pod rządami dynastii to Arzan, Mayyāfāriqīn (obecnie Silvan), Hisn Kayfa (Hasankeyf), Khilāṭ, Manzikart, Arjish.